# ایسا میراندا
ایسا میراندا (ایتالیایی: Isa Miranda؛ ۵ ژوئیهٔ ۱۹۰۹ – ۸ ژوئیهٔ ۱۹۸۲) هنرپیشه اهل ایتالیا بود.

## فیلم‌شناسی
از فیلم‌هایی در آن نقش داشته می‌توان به دیوارهای مالاپاگا، رهاشدگان، گذرنامه سرخ، همچون برگ‌ها، شیپیو آفریکانوس: شکست هانیبال، سندیکا: مرگی در باند تبهکاران و بوم‌شناسی جنایت اشاره کرد. 
او برای دیوارهای مالاپاگا جایزه بهترین بازیگر زن جشنواره فیلم کن سال ۱۹۴۹ را از آن خود کرد.